# Gortyna (geslacht)
Gortyna is een geslacht van vlinders van de familie Uilen (Noctuidae), uit de onderfamilie Hadeninae.

## Soorten
- G. basalipunctata Graeser, 1888
- G. borelii Pierret, 1837
- G. flavago

Goudgele boorder (Denis & Schiffermüller, 1775)
- G. fortis Butler, 1878
- G. franciscae (Turati, 1913)
- G. joannisi Boursin, 1928
- G. moesiaca Herrich-Schäffer, 1849
- G. puengeleri (Turati, 1909)
- G. rungsi Boursin, 1963
- G. xanthenes Germar, 1842